# Listă de filme idol: A
Aceasta este o listă de filme idol în ordine alfabetică. Vedeți Listă de filme idol pentru lista principală.
| Film                                                                        | An   | Regizor                                                                 | Surse                   |
| --------------------------------------------------------------------------- | ---- | ----------------------------------------------------------------------- | ----------------------- |
| À Bout de Souffle (Breathless)                                              | 1960 | Jean-Luc Godard                                                         | [ 1 ]                   |
| À Meia-Noite Levarei Sua Alma (At Midnight I'll Take Your Soul)             | 1964 | José Mojica Marins                                                      | [ 2 ]                   |
| Abbott & Costello Meet Frankenstein                                         | 1948 | Charles Barton                                                          | [ 3 ]                   |
| Die Abfahrer                                                                | 1978 | Adolf Winkelmann                                                        | [ 4 ] [ 5 ] [ 6 ] [ 7 ] |
| The Abominable Dr. Phibes                                                   | 1971 | Robert Fuest                                                            | [ 8 ]                   |
| Ace Ventura: Pet Detective                                                  | 1994 | Tom Shadyac                                                             | [ 9 ]                   |
| The Addiction                                                               | 1995 | Abel Ferrara                                                            | [ 10 ]                  |
| Adieu Léonard (Goodbye Léonard)                                             | 1943 | Pierre Prévert                                                          | [ 11 ]                  |
| The Adventures of Baron Munchausen                                          | 1989 | Terry Gilliam                                                           | [ 12 ]                  |
| The Adventures of Buckaroo Banzai Across the 8th Dimension                  | 1984 | W. D. Richter                                                           | [ 13 ]                  |
| The Adventures of Priscilla, Queen of the Desert                            | 1994 | Stephan Elliott                                                         | [ 14 ]                  |
| L'Affaire est dans le Sac (The Affair is in The Bag)                        | 1932 | Pierre Prévert and Jacques Prévert                                      | [ 15 ]                  |
| After Hours                                                                 | 1985 | Martin Scorsese                                                         | [ 16 ]                  |
| Agneepath                                                                   | 1990 | Mukul Anand                                                             | [ 17 ]                  |
| Aguirre, der Zorn Gottes (Aguirre, the Wrath of God)                        | 1972 | Werner Herzog                                                           | [ 18 ]                  |
| Ai no Korīda / L'Empire des Sens (also known as In the Realm of the Senses) | 1976 | Nagisa Oshima                                                           | [ 19 ] [ 20 ]           |
| Akira                                                                       | 1988 | Katsuhiro Otomo                                                         | [ 21 ]                  |
| Alice in Wonderland: An X-Rated Musical Fantasy                             | 1976 | Bud Townsend                                                            | [ 22 ]                  |
| Alice's Restaurant                                                          | 1969 | Arthur Penn                                                             | [ 23 ]                  |
| Allegro Non Troppo                                                          | 1976 | Bruno Bozzetto                                                          | [ 24 ]                  |
| Alphaville                                                                  | 1965 | Jean-Luc Godard                                                         | [ 25 ]                  |
| Altered States                                                              | 1980 | Ken Russell                                                             | [ 1 ]                   |
| Alucarda                                                                    | 1978 | Juan López Moctezuma                                                    | [ 26 ]                  |
| Alvin Purple                                                                | 1973 | Tim Burstall                                                            | [ 27 ]                  |
| Les Amants du Pont Neuf (The Lovers on the Bridge)                          | 1991 | Leos Carax                                                              | [ 28 ]                  |
| Amazon Women on the Moon                                                    | 1987 | Joe Dante, Carl Gottlieb, Peter Horton, John Landis and Robert K. Weiss | [ 29 ]                  |
| Amsterdamned                                                                | 1988 | Dick Maas                                                               | [ 30 ]                  |
| An American Hippie in Israel                                                | 1972 | Amos Sefer                                                              | [ 31 ]                  |
| American History X                                                          | 1998 | Tony Kaye                                                               | [ 32 ]                  |
| American Movie                                                              | 1999 | Chris Smith                                                             | [ 33 ]                  |
| American Psycho                                                             | 2000 | Mary Harron                                                             | [ 34 ]                  |
| American Splendor                                                           | 2003 | Shari Springer Berman and Robert Pulcini                                | [ 35 ]                  |
| L'An 01 (The Year 01)                                                       | 1973 | Jacques Doillon, Alain Resnais and Jean Rouch                           | [ 36 ]                  |
| An American Werewolf in London                                              | 1981 | John Landis                                                             | [ 37 ]                  |
| Der Amerikanische Freund (The American Friend)                              | 1977 | Wim Wenders                                                             | [ 1 ]                   |
| The Amityville Horror                                                       | 1979 | Stuart Rosenberg                                                        | [ 38 ]                  |
| Amores Perros (Love's a Bitch)                                              | 2000 | Alejandro González Iñárritu                                             | [ 39 ]                  |
| Anaconda                                                                    | 1997 | Luis Llosa                                                              | [ 40 ]                  |
| Anbe Sivam (Love is God)                                                    | 2003 | Sundar C.                                                               | [ 41 ]                  |
| Anchorman: The Legend of Ron Burgundy                                       | 2004 | Adam McKay                                                              | [ 21 ]                  |
| And Now For Something Completely Different                                  | 1971 | Ian MacNaughton                                                         | [ 42 ]                  |
| Andaz Apna Apna (Everyone Has Their Own Style)                              | 1994 | Rajkumar Santoshi                                                       | [ 43 ]                  |
| Andy Warhol's Bad                                                           | 1977 | Jed Johnson                                                             | [ 18 ]                  |
| Andy Warhol's Dracula (also known as Blood for Dracula)                     | 1974 | Paul Morrissey                                                          | [ 44 ]                  |
| Andy Warhol's Frankenstein (also known as Flesh for Frankenstein)           | 1973 | Paul Morrissey                                                          | [ 45 ]                  |
| Andy Warhol's Trash                                                         | 1970 | Paul Morrissey                                                          | [ 45 ]                  |
| Angel Heart                                                                 | 1987 | Alan Parker                                                             | [ 46 ]                  |
| The Angry Red Planet                                                        | 1959 | Ib Melchior                                                             | [ 47 ]                  |
| Angst                                                                       | 1983 | Gerald Kargl                                                            | [ 48 ]                  |
| L'Année Dernière à Marienbad (Last Year at Marienbad)                       | 1961 | Alain Resnais                                                           | [ 49 ]                  |
| Antichrist                                                                  | 2009 | Lars von Trier                                                          | [ 50 ]                  |
| Antropophagus                                                               | 1980 | Joe D'Amato                                                             | [ 51 ] [ 52 ] [ 53 ]    |
| Any Way the Wind Blows                                                      | 2003 | Tom Barman                                                              | [ 54 ]                  |
| The Apple                                                                   | 1980 | Menahem Golan                                                           | [ 55 ]                  |
| Army of Darkness                                                            | 1992 | Sam Raimi                                                               | [ 21 ]                  |
| Arrebato                                                                    | 1980 | Iván Zulueta                                                            | [ 56 ]                  |
| Arthur Christmas                                                            | 2011 | Sarah Smith                                                             | [ 57 ]                  |
| Ascenseur pour l'Echafaud (Elevator to the Gallows)                         | 1958 | Louis Malle                                                             | [ 58 ]                  |
| Assa (Acca)                                                                 | 1987 | Sergei Solovyov                                                         | [ 59 ]                  |
| Assault on Precinct 13                                                      | 1976 | John Carpenter                                                          | [ 60 ]                  |
| Atlantis: The Lost Empire                                                   | 2001 | Gary Trousdale and Kirk Wise                                            | [ 61 ]                  |
| The Atomic Submarine                                                        | 1959 | Spencer Gordon Bennet                                                   | [ 20 ]                  |
| Attack of the 50 Foot Woman                                                 | 1958 | Nathan H. Juran                                                         | [ 62 ]                  |
| Attack of the Crab Monsters                                                 | 1957 | Roger Corman                                                            | [ 63 ]                  |
| Attack of the Giant Leeches                                                 | 1959 | Bernard L. Kowalski                                                     | [ 62 ]                  |
| Attack of the Killer Tomatoes                                               | 1978 | John DeBello                                                            | [ 64 ]                  |
| Attack the Block                                                            | 2011 | Joe Cornish                                                             | [ 65 ]                  |
| L'Auberge Espagnole (The Spanish Inn)                                       | 2002 | Cédric Klapisch                                                         | [ 66 ]                  |
| Audition                                                                    | 1999 | Takashi Miike                                                           | [ 67 ]                  |
| Les Aventures de Rabbi Jacob (The Mad Adventures of Rabbi Jacob)            | 1973 | Gérard Oury                                                             | [ 68 ]                  |